# Nova Pilbeam
Nova Margery Pilbeam (* 15. November 1919 in London; † 17. Juli 2015 ebenda) war eine britische Schauspielerin. Sie war ein Teenagerstar im britischen Kino der 1930er-Jahre und spielte in zwei Filmen von Alfred Hitchcock.

## Leben und Wirken
Nova Pilbeam wurde in Wimbledon geboren und gab bereits mit zehn Jahren ihr Theaterdebüt. Im Alter von 14 Jahren wurde sie von dem österreichischen Regie-Emigranten Berthold Viertel erstmals vor die Kamera geholt. In Little Friend, einem nach einer Vorlage von Ernst Lothar inszenierten Familiendrama um eine drohende Scheidung eines Ehepaars und den daraufhin folgenden Selbstmordversuch des gemeinsamen Kindes, verkörperte die Nachwuchsmimin die in tiefe seelische Nöte getriebene Tochter Felicity Hughes. Unmittelbar darauf spielte sie unter der Regie von Alfred Hitchcock an der Seite von Peter Lorre die Schlüsselrolle der von einem Verschwörerehepaar gekidnappten Betty Lawrence in der ersten Verfilmung von Der Mann, der zuviel wusste, erneut eine Tochterrolle.
Hitchcock gab der blondgelockten 17-Jährigen daraufhin Anfang 1937 die Hauptrolle der Erica Burgoyne in dem Krimi Jung und unschuldig. Als kesse, jugendliche Spürnase half sie in diesem Hitchcock-Nebenwerk einem flüchtigen, des Mordes an einem Filmstar verdächtigten Mann, den wahren Täter dingfest zu machen. Frische, offene und sympathische Mädchen und junge Frauen blieben bis zum Beginn des Zweiten Weltkriegs auch weiterhin das Rollenfach Nova Pilbeams. Bis zu ihrem Schulabschluss nutzte sie die Schulferien für Dreharbeiten, blieb aber auch weiterhin der Bühne treu. So reüssierte sie beispielsweise Ende 1935 in einer Aufführung von Peter Pan. Nova Pilbeams wohl forderndste Filmrolle war wohl im Herbst 1935 die Lady Jane Grey in dem opulenten Historiendrama Tudor Rose, jene nach nur neun Tagen Regentschaft wegen angeblichen Hochverrats hingerichtete 16-jährige englische Königin des Jahres 1553.
Ihre letzte Rolle von Bedeutung erhielt die 20-jährige Pilbeam im Spätherbst 1939 mit der Christine Hall, Tochter eines aufrechten Gottesmannes und Nazi-Verächters im Deutschland Adolf Hitlers, in dem Zeitdrama Pastor Hall. Mit Ausbruch des Zweiten Weltkrieges stagnierte Nova Pilbeams Karriere, und auch privat wurde die Künstlerin von einem schweren Schicksalsschlag getroffen. Ihr Mann, der Filmregisseur Penrose 'Pen' Tennyson (1912–1941), kam im Juli 1941 bei einem Flugzeugabsturz ums Leben. Er hatte in der Abteilung der Admiralität gedient, die für das Drehen von Lehrfilmen verantwortlich war. Bereits 1948 drehte Pilbeam ihren letzten Film, nur drei Jahre später zog sie sich auch von den Theaterbühnen zurück. Von 1950 bis zu seinem Tod 1972 war Nova Pilbeam mit dem Journalisten Alexander Whyte verheiratet und bekam mit ihm eine Tochter. Sie lebte im Alter von der Öffentlichkeit zurückgezogen in Nord-London und lehnte Interviews sowie öffentliche Auftritte ab. Pilbeam lebte zuletzt in Dartmouth Park, North London und starb am 17. Juli 2015 zuhause im Alter von 95 Jahren.

## Filmografie
- 1934: Little Friend
- 1934: Der Mann, der zuviel wusste (The Man Who Knew Too Much)
- 1936: Tudor Rose
- 1937: Jung und unschuldig (Young and Innocent)
- 1939: Prison Without Bars (Fernsehfilm)
- 1939: Cheer Boys Cheer
- 1940: Pastor Hall
- 1940: Spring Meeting
- 1941: Banana Ridge
- 1942: Die nächsten Angehörigen (Next of Kin)
- 1943: Yellow Canary
- 1946: Green Fingers
- 1946: This Man is Mine
- 1947: The Three Weird Sisters
- 1948: Counterblast
- 1951: The Shining Hour (Fernsehfilm)